# Ugo Ulive
Hugo Ulive Melgar, conocido como Ugo Ulive (Montevideo, 25 de noviembre de 1933-Caracas, 25 de noviembre de 2018) fue un director de teatro, actor, dramaturgo, cineasta y novelista uruguayo quien luego adoptó la nacionalidad venezolana.
Comenzó su carrera como actor de radio a temprana edad en su ciudad natal. Decidido a continuar su carrera de actor pasó a formar parte de la comunidad de actores de teatro independiente de Montevideo. Allí, seducido por la dirección más que por la actuación, Ulive desarrolla su talento de director de Teatro e Iluminación. Paralelamente explora el mundo del cine al llevar a cabo varios proyectos cinematográficos de corta duración.
En 1961 parte hacia La Habana, donde dirige el Teatro Nacional de Cuba, continua sus inclinaciones por el cine y funda, además, la “Escuela Nacional de Artes Dramáticas”, donde enseña por varios años.
Después de un breve paso por Montevideo (1966-1967) Ulive es invitado a trabajar a Caracas dentro del teatro independiente por una duración de tres meses. Este período se prolonga por años, siendo Caracas su actual lugar de residencia. Allí Ugo Ulive continua su pasión por la dirección de teatro e iluminación, por el cine, la dramaturgia y más recientemente por la Novela escrita. En 1993, Ulive recibe el Premio Nacional de Teatro, reconocimiento de mayor valor de Venezuela.

## Biografía

### Primeros pasos
Ugo Ulive descubre el teatro y el arte de la declamación desde muy temprana edad. Ya en la escuela, desde su primer grado, fue seleccionado para representar su grupo en el espectáculo de fin de año del colegio. Además, su contacto con el recitado era continuo, ya que su primo, el conocido actor Juan Carlos Carrasco más conocido como “el Yiye”, declamaba un poema en cada reunión familiar.
Su primo “el Yiye”, lo llevó a ver diversos espectáculos: teatro, opera, ballet. Destacan entre éstos las presentaciones de Clotilde y Alejandro Sakharoff, quienes muchos años después inspiraron su primera novela. Así fue como Ugo Ulive fue descubriendo el teatro, los textos y el arte dramático.
Luego, en octubre de 1946, acompañado por su madre, participa en una audición para formar parte del elenco del programa dominical infantil de radio “Compañía de zarzuelas y sainetes del maestro Orejón” dirigido por Fernando Orejón. Fue aceptado de inmediato, tenía 12 años.
A finales de ese mismo año Ugo Ulive participa en su primera obra de teatro, titulada “los Claveles” de José Serrano y dirigida por el Maestro Orejón. De regreso a la radio, el programa “Compañía de zarzuelas y sainetes del maestro Orejón” sufre varias modificaciones paulatinas hasta su completa anulación.
En 1948, a la edad de 15 años, por iniciativa de su primo “el Yiye”, Ugo Ulive es invitado a participar en el “Teatro del Pueblo” en el montaje de la obra El cartero del rey de Tagore, bajo la dirección del actor y director de la agrupación, Manuel Domínguez Santamaría.
La obra se presentó de forma precaria el 14 de enero de 1949, fecha que dio inicio a una nueva etapa, la de actor de teatro independiente. Comienza a tomar clases de actuación con el director del grupo, quien pasa a ser su primer Maestro. Unos años más tarde, participa en el montaje de “La pobre gente” de  Florencio Sánchez.
Ya hacia esos años el grupo “Teatro del Pueblo” junta sus esfuerzos con la agrupación de teatro «La Isla» para materializar un espacio sede de ambas compañías. Esta iniciativa conduce, a través de un proceso lento, conflictivo y con altibajos, hacia el establecimiento de un grupo de personas ávidas por hacer teatro, que conforman oficialmente a partir de ese momento la Institución Teatral El Galpón.

### Los años en El Galpón

#### El actor
Oficialmente la sala de El Galpón fue estrenada el 4 de diciembre de 1951 con la pieza “Héroes” de G.B. Shaw al afiche, Ulive tenía 18 años. Unos seis meses más tarde presentan Las de Barranco de Gregorio de Laferrère dirigida por Andrés Odizzio. En ambas obras Ugo Ulive, tiene papeles pequeños. Ese mismo año se continua la temporada de El Galpón con un programa breve de autores españoles, entre los cuales estaban: Cervantes, Lorca y Lope de Rueda.
En la temporada del año siguiente, 1953, El Galpón compone su programa a medida que el año avanza. Cada obra es dirigida por un director nuevo, en muchas ocasiones surgido del elenco propio del Galpón. Esta pequeña crisis de dirección produce obras prometedoras como Monserrat de Emmanuel Robles dirigida por José “Pepe” Estruch, la cual desataría elogios en la radio montevideana.
Luego de varias obras poco aplaudidas por la prensa local, El Galpón, logra conquistar, después de varios intentos fallidos (entre los cuales se hallaba la misma “Monserrat”), el interés de Atahualpa del Cioppo. Junto  a este gran personaje del Teatro Independiente Montevideano, en Paralelo a otro gran nombre, Juan José Brenta, el grupo de El Galpón comienza una nueva etapa de desarrollo de sus capacidades dentro del teatro.
En 1955, se publica el primer número de la revista de El Galpón, llamada “Teatro Independiente” impreso por la imprenta “AS”. Este evento los llena de ilusión, pero lamentablemente por falta de fondos sólo llegan a la segunda edición de esta revista.
Un año más tarde El Galpón lleva a las tablas Las tres hermanas de Antón Chéjov, pieza gracias a la cual Ugo Ulive obtiene el premio de mejor actor de reparto otorgado por la Casa del Teatro de Montevideo.
Durante este período Ulive se desempeña como asistente de Atahualpa del Cioppo, allí observa con atención la dirección teatral, oficio que lo seduce con el pasar de las obras.

#### El director
En 1956, con tan solo 22 años, Ugo Ulive, seguido y apoyado por Atahualpa del Cioppo, quien se convertiría en su mentor, dirige su primera obra de Teatro. Durante la puesta en escena de la obra titulada El centroforward murió al amanecer de Agustín Cuzzani, surgieron ciertos roces dentro de El Galpón por la idea de un joven director. Fue por esto que se llegó al acuerdo de incluir, después de la mención del nuevo director, la figura de Atahualpa del Cioppo como supervisor.
Un año más tarde y aupado por la directora del Liceo donde Ulive se desempeña como profesor de Lengua Española, funda y dirige el grupo de Teatro Estudiantil, lugar de donde saldrán algunas de las futuras figuras de la actuación montevidense.
Paralelamente, ese mismo año continua su incursión en la dirección de El Galpón, con la obra Tupac Amaru de Oswaldo Dragún. Al mismo tiempo, Ulive integra el profesorado de la formación destinada a los aspirantes para pertenecer a El Galpón, la cual duraba tres años. Ulive impartía los cursos de actuación en el segundo año. Algunas de sus obras dirigidas en el marco de esta formación, merecieron un reconocimiento en la prensa local.
En 1958, es invitado al 1.er Simposio de Directores Escénicos Latinoamericanos de la Actividad Teatral Universitaria e Independiente, que se lleva a cabo en Tucurrán, Argentina. Allí conoce a muchos de los directores de renombre dentro del teatro independiente del cono sur.
Un par de años después, queriendo hacer un homenaje a los murguistas de antaño pero intuyendo un posible rechazo del “Teatro serio”, Ulive se une a Mauricio Rosencof, quien inspirado y apasionado por las ideas y deseos de Ugo Ulive, escribe El gran Tuleque tocando, con humor, temas de la actualidad. El resultado de este proyecto fue una obra que mezclaba murga, música y teatro, pasando a ser más bien “un espectáculo” que tuvo una acogida bastante entusiasta por parte del público pero creó una división en la crítica. Esta división, entre aquellos que defienden el “Teatro serio” y aquellos que ven en esta obra un nuevo terreno a explotar, se resiente inclusive dentro del grupo de El Galpón.
Ese mismo año Ulive es invitado a dirigir un par de obras para la Comedia Nacional, dentro del ciclo de Homenaje a Florencio. Aquí tiene la oportunidad de trabajar con actores de renombre y trayectoria de la escena del Teatro nacional de Uruguay, una experiencia que lo llena de satisfacción a pesar de haber obtenido un resultado que poco le complacía.
Además de su incursión dentro de la dirección teatral, Ulive se aventura dentro de la iluminación de obras de teatro. Esta actividad técnica revela una gran capacidad creativa, la cual lo incita a desarrollar sus capacidades en esta área, dirigiendo la iluminación de varias obras. Su destreza en esta área lo lleva a ganar junto a Pacho Baris y a Pieri, un concurso poco común: “La Iluminación y decoración de la Avenida 18 de Julio” para los carnavales de 1960. Lamentablemente Uruguay atravesaba un período de crisis eléctrica y se suspendió la iluminación, haciendo los Carnavales a plena luz de día.
Ese mismo año Ulive deja El Galpón para dirigirse a La Habana, donde comenzará una nueva etapa en la vida de este director.

### Incursiones en el cine
Durante aquellos meses el grupo “Teatro del Pueblo”, al cual pertenecía Ulive, se asoció al grupo “La isla”, para generar más tarde lo que se llamaría El Galpón. Ugo Ulive comenzaba a interesarse por el cine, y comenzaba igualmente sus primeras incursiones en este nuevo medio. Así es como en el marco del concurso “Cine Relámpago” organizado por “Cine Universitario”, Ulive junto a Hugo Bolón y Ferruccio Musitelli, decide producir lo que sería su primera filmación. El tema de dicho concurso era la Avenida 18 de Julio de Montevideo.
Poco tiempo después, inspirado ligeramente en el cuento “La Espera” de Jorge Luis Borges (quien estaba muy en boga entre la juventud Montevideana de esa época), decide retomar sus intenciones cineastas una vez más. Con este nuevo proyecto cinematográfico participa en el Concurso de Cine Club y obtiene el tercer premio.
El año siguiente, el premio recibido lo motiva a participar en un concurso lanzado por el Cine Universitario. Sin saber muy bien el tema de este nuevo proyecto, Ulive comienza a conformar sus ideas inclinándose hacia la figura de la Burocracia, para así crear “El funcionario”. Trata de entusiasmar a algunos amigos pero vista las negativas para participar en el proyecto, decide finalmente desarrollarlo solo.  A pesar de su insatisfacción con el resultado que él mismo cataloga de “pobre y más bien triste”, Ulive obtiene el segundo premio del concurso y el actor principal obtiene una mención especial.
Sin embargo, la decepción vivida con el proyecto anterior no lo desanima en sus intentos cinematográficos. Así, se une con Andrés de Armas (libretista de Radio Carve), para darle vida a “La tentativa”. Con esta obra, participan en un concurso donde obtienen un primer premio, considerado especialmente importante dado al hecho que esta vez el concurso era organizado por la Cinemateca Uruguaya.
Esta nueva obra cinematográfica incita a Ugo Ulive a tratar nuevas técnicas y superar las limitaciones de los rodajes al abocarse por el uso de 16 milímetros. En ese sentido, entre 1958 y 1959, se lanza en este nuevo formato para la realización de “Un vintén pa’l Judas”. Al año siguiente, se plantea a sí mismo la idea de hacer una película sobre el Uruguay, con algunas escenas filmadas, otras cedidas por colaboradores y algunas otras tomadas de los noticieros televisivos. Esta obra plantea una crítica abierta al Uruguay de esos tiempos dejando clara la no-filiación política. La obra generó polémica dentro de la crítica por mostrar una realidad cruda, gracias a la cámara aguda que Ulive comienza ya a dominar.

### Las Radionovelas
Paralelamente a su desempeño como actor de El Galpón, Ulive, recordando sus años junto al maestro Orejón, acepta participar como actor de Radionovela en Radio Carve, CX 16. En este proyecto estuvo acompañado por Olimpio “Rafael” Salzano, junto a quien ejecutaba solo papeles secundarios dentro de la novela radial. Estos papeles, si bien no aparecían en todos los capítulos sino intermitentemente, lo ayudaban a cubrir los gastos de entonces.
En esta época conoce a Carlos Tolve, quien se convertiría, años después, en una inspiración para Ulive por su forma de trabajar, su pasión, su sensibilidad y sus observaciones.

## Filmografía
- 1952: La Espera
- 1959: Un Vintén pa’l Judas
- 1960: Como el Uruguay no hay
- 1967: Elecciones
- 1969: Caracas, dos o tres cosas
- 1969: Diamantes
- 1969: Basta
- 1972: TO3